# Cat Ba
Cat Ba je název souostroví a zároveň jeho největšího, hlavního ostrova ve Vietnamu. Nachází se v Tonkinském zálivu, přibližně 20 km východně od města Haiphong. Největším sídlem je stejnojmenné město Cat Ba na jihovýchodě ostrova.
Souostroví čítá na 2000 ostrovů, hlavní ostrov má rozlohu 260 km². Celá oblast se rozprostírá na krasové plošině, která se postupně potápí pod mořskou hladinu. Souostroví představuje jižní hranici zátoky Ha Long, se kterou společně tvoří památku světového dědictví UNESCO. Nachází se zde i stejnojmenný národní park.